# Forfait

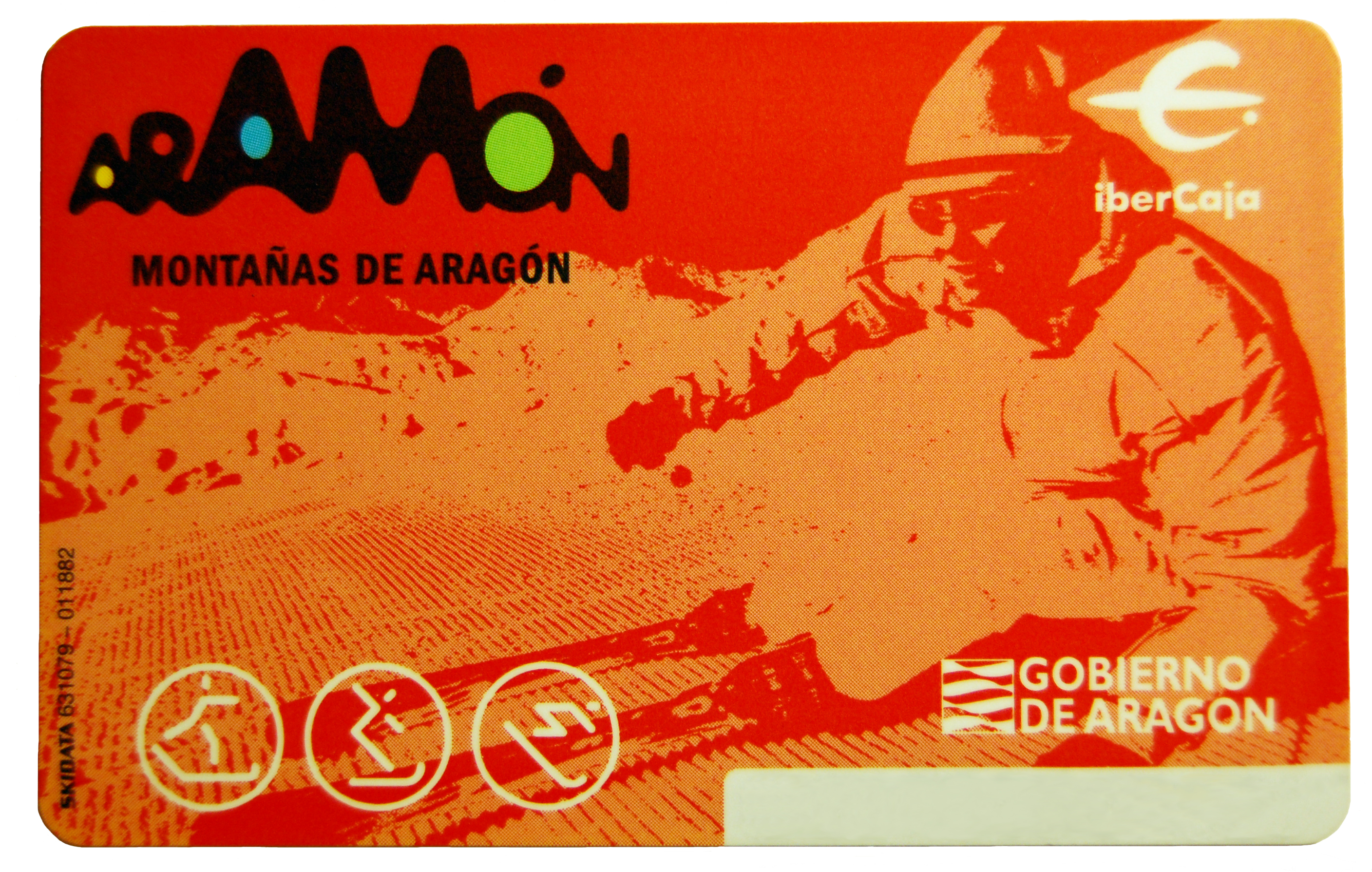
Tarjeta roja Ibercaja Aramón Club

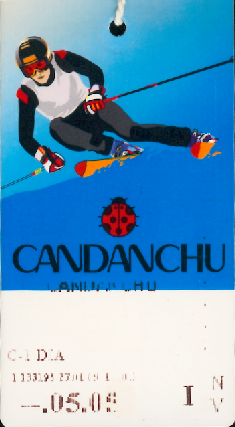
Imagen de un forfait con banda magnética

Forfait es una palabra francesa comúnmente asignada en español a abonos deportivos, especialmente de esquí o de otros eventos, como la ópera, aunque a dicha palabra se le dé el significado de abono de esquí.
Hay muchos tipos de forfaits, distinguidos por lo general por su duración o validez. Los hay diarios, de tres días consecutivos, semanales, diez días no consecutivos, veinte días, veinticinco, o de temporada, dependiendo de cada estación de esquí.
En cada estación el uso es diferente. Algunas estaciones usan unas tarjetas que son llevadas en el bolsillo, y al pasar por un torno el lector de tarjetas la detecta y permite el paso. Otras utilizan unas tarjetas con banda magnética para los abonos de día, que deben ser introducidas en un lector, que abrirá un torno. Para los abonos de más de un día se utilizan otras tarjetas, con un chip magnético, que al acercarlo a la máquina permite el paso. También existe la posibilidad de utilizar relojes denominados ski-pass, que contienen un chip que se comporta como las tarjetas magnéticas (véase RFID).
Estos abonos pueden ser para una única estación o para varias estaciones, dependiendo de los acuerdos que haya entre ellas. En ese caso, con un solo abono se puede ir de una estación a otra, estén unidas físicamente o no.
La utilización de la tecnología RFID para los forfaits debe ir acompañada de sistemas de información que proporcionen la información en tiempo real.